# Aïssata Seck
Pour les articles homonymes, voir Seck.
 Aïssata Seck, née le 20 février 1980 à Meulan-en-Yvelines, est une femme politique française connue pour son engagement pour la mémoire des tirailleurs sénégalais.

## Biographie
Aïssata Seck passe sa jeunesse dans le quartier des Musiciens aux Mureaux (Yvelines). Son grand père maternel Sambayero N’Dom est incorporé dans les troupes tirailleurs sénégalais. Décédé en 1979, il n'a pas demandé la nationalité française et est resté au Sénégal après sa démobilisation et a exercé le métier de pompier. Après son bac en 1997, elle passe un BTS de secrétaire de direction qui lui permet d'être engagée dans l'équipe administrative du magazine Alternatives économiques. Elle épouse Yaya Sow et le rejoint à Bondy. En 2010, elle reprend des études supérieures en 2010 et obtient un master de communication politique et publique.
Elle s'engage en politique en Seine-Saint-Denis en réaction aux émeutes de 2005 (« je voulais apporter ma pierre à l'édifice en aidant les habitants des quartiers populaires » et parce qu'elle estimait que le personnel politique était insuffisamment représentatif de la diversité de la population : « moi-même, en tant que femme issue de l'immigration, je me sens pleinement française, et je me posais constamment la question de savoir pourquoi on n'a pas des visages qui nous ressemblent dans les institutions ». Elle est également marquée par le souvenir d'une perquisition subie par sa famille en 2009 : « Mon petit frère de 16 ans mis au sol et menotté. Au bout d'un quart d'heure, la police a demandé les pièces d'identité. Ils s'étaient trompés d'adresse. Dans l'entrée, il y avait une photo de mes parents. Une famille noire, ils ne se sont pas posés de question. Ils sont repartis sans un mot d'excuse. » Elle s'engage avec le PS et milite pour la candidature de François Hollande lors de l'élection présidentielle de 2012. En mars 2014, elle devient adjointe de la maire de Bondy, Sylvine Thomassin, chargée des anciens combattants.
À son arrivée dans la commune, elle rencontre des anciens tirailleurs, sympathise avec eux et les aide dans leurs démarches administratives et comprend les tracasseries administratives auxquels ils sont confrontés pour retrouver une nationalité française perdue lors des indépendances des anciennes colonies. Sans trouver alors d'écho dans la presse en 2016, elle publie en novembre une pétition sur change.org auquel un article paru dans Le Monde donne une audience, qui lui permet d'atteindre plus de 60 000 signatures. La démarche attire l'attention du président de la République François Hollande qui accueille le 15 avril 2017, à la veille du centenaire de la sanglante bataille du Chemin des Dames où plus de 7 000 tirailleurs avaient péri, 28 anciens tirailleurs — dont 18 de Bondy — à l’Élysée pour leur remettre leur décret de naturalisation.
En 2017, lors de la primaire, elle soutient d'abord Arnaud Montebourg, puis Benoît Hamon. Lors de la campagne présidentielle, elle devient l'une de ses porte-paroles. Elle conduit une liste à l'élection sénatoriale de 2017 en Seine-Saint-Denis opposée à celle conduite par le sénateur PS Gilbert Roger, ancien maire de Bondy, ce qui lui vaut d'être exclue du PS en septembre 2017. Avec 145 suffrages et 6,63 % des voix , elle n'est pas élue. Quand Benoît Hamon quitte le PS, elle rejoint également le mouvement Génération.s.
Alors que la mise à l'honneur des tirailleurs n'était pas prévue et la commémoration du 75e anniversaire du Débarquement de Provence trop réduite à ses yeux, elle interpelle au début de l'été le président de la République Emmanuel Macron. À la suite de cet échange, une commémoration de plus grande ampleur est organisée à Saint-Raphaël (Var) en présence de plusieurs chefs d'État africains. Le président de la République y lance un appel aux maires de France leur demandant de nommer ou renommer des rues, des places, des écoles, en hommage aux héros oubliés des troupes coloniales, qu'elle s'emploie à populariser. Elle déclare : « Je ne porte pas une revendication communautariste. Bien au contraire. Je veux simplement que tous ensemble nous ouvrions notre récit national pour y accueillir toutes les composantes de la France d'aujourd'hui. Parce que c'est notre histoire commune ». Elle participe à une commission mandatée par la ministre de la ville Nadia Hai menée par une équipe d’historiens et de sociologues coordonnée par Yvan Gastaut, et sous la direction d’un comité scientifique présidé par l’historien Pascal Blanchard qui remet en février 2021 315 biographies de personnalités afin de favoriser une plus grande diversité des noms de voies et d'édifices dans les communes.
En 2020, elle est chargée de mission auprès de Jean-Marc Ayrault, président de la Fondation pour la mémoire de l'esclavage : « Mon rôle est d'organiser des actions concrètes comme des rencontres, des conférences-débats, des expositions, des parcours pédagogiques pour montrer les éléments qui lient cette histoire dans l'éducation populaire. »
Engagée sur la liste menée par Audrey Pulvar aux élections régionales de 2021 en Île-de-France, soutenue notamment par le PS, elle devient tête de liste pour le département de la Seine-Saint-Denis après la défection du maire de Pantin Bertrand Kern. Elle est élue conseillère régionale d'île-de-France. En 2022, elle est candidate sur la liste de Sylvine Thomassin lors de l'élection municipale de Bondy qui est devancée par le maire sortant ; elle devient conseillère municipale d'opposition.
Chargée de mission à la Fondation pour la mémoire de l'esclavage depuis 2018, elle en devient la directrice en décembre 2023.